# Chuồng cọp nhà cao tầng

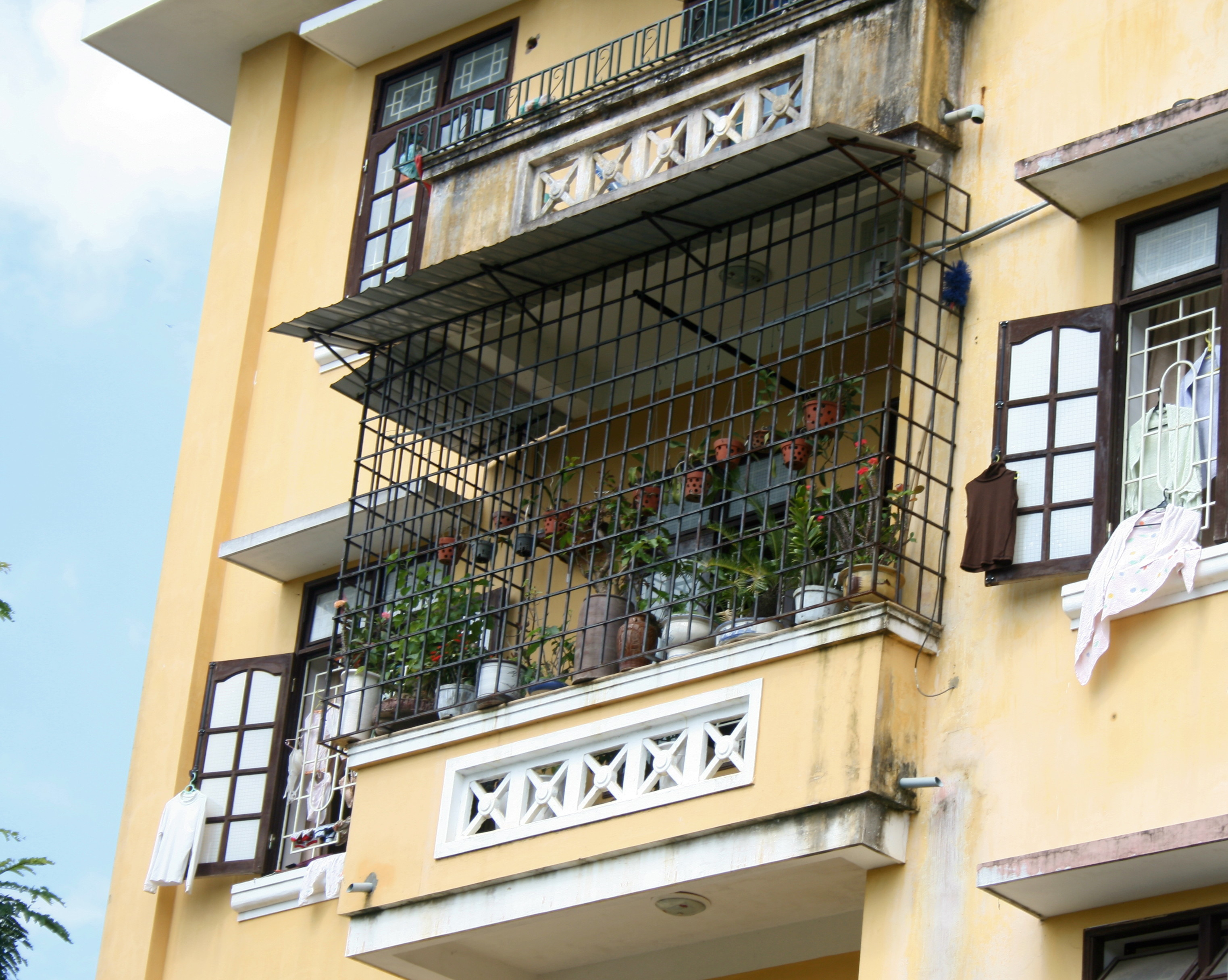
Một ban công có khung sắt bảo vệ, như chuồng cọp vừa hình thành tại một chung cư

Chuồng cọp nhà cao tầng là tên (lóng) chỉ những chiếc lồng bằng khung sắt giống như chuồng cọp gắn ngoài trời xung quanh các căn hộ trên nhà cao tầng để làm tăng diện tích sinh hoạt của căn hộ, thường là ở các tỉnh miền Bắc . Khác với một ban công, phần khung sắt bên ngoài chỉ có chức năng bảo vệ phòng gian và nằm trong quy hoạch xây dựng từ lúc đầu, còn tại những khu tập thể và chung cư, chuồng cọp (hay còn gọi là "nhà balô") là sự nới rộng diện tích căn phòng và thường có cấu trúc vá víu.

## Lý do hình thành
Bắt đầu từ thập niên 1960 trở đi, lượng người từ nông thôn và số lượng cán bộ công nhân viên chức được điều động công tác dồn về sinh sống và làm việc ở Hà Nội và các thành phố ở miền Bắc Việt Nam ngày một đông. Nhà nước tiến hành xây dựng lên các nhà cao tầng để phân chia cho cán bộ, viên chức nhà nước, hình thành ra các khu tập thể nhà cao tầng (thông thường cao 4 tầng: 3 lầu, một trệt). Diện tích các phòng của tòa nhà tập thể này rộng chừng 18 đến 22 m² với mục đích để phân cho những người độc thân hoặc gia đình cán bộ. Theo thời gian, những người độc thân tạo lập gia đình làm số hộ gia đình ở các khu tập thể cao tầng tăng lên, và số nhân khẩu cũng tăng theo. Diện tích sinh hoạt của các phòng trở thành chật chội, người ta tăng diện tích bằng cách gắn ra phía ngoài ban công những cái lồng bằng sắt có mái che và sinh hoạt, sử dụng bên trong cái lồng đó. Dân gian gọi cái phòng bằng khung sắt này là "chuồng cọp", dần dần tên này trở thành phổ thông.

## Cách làm

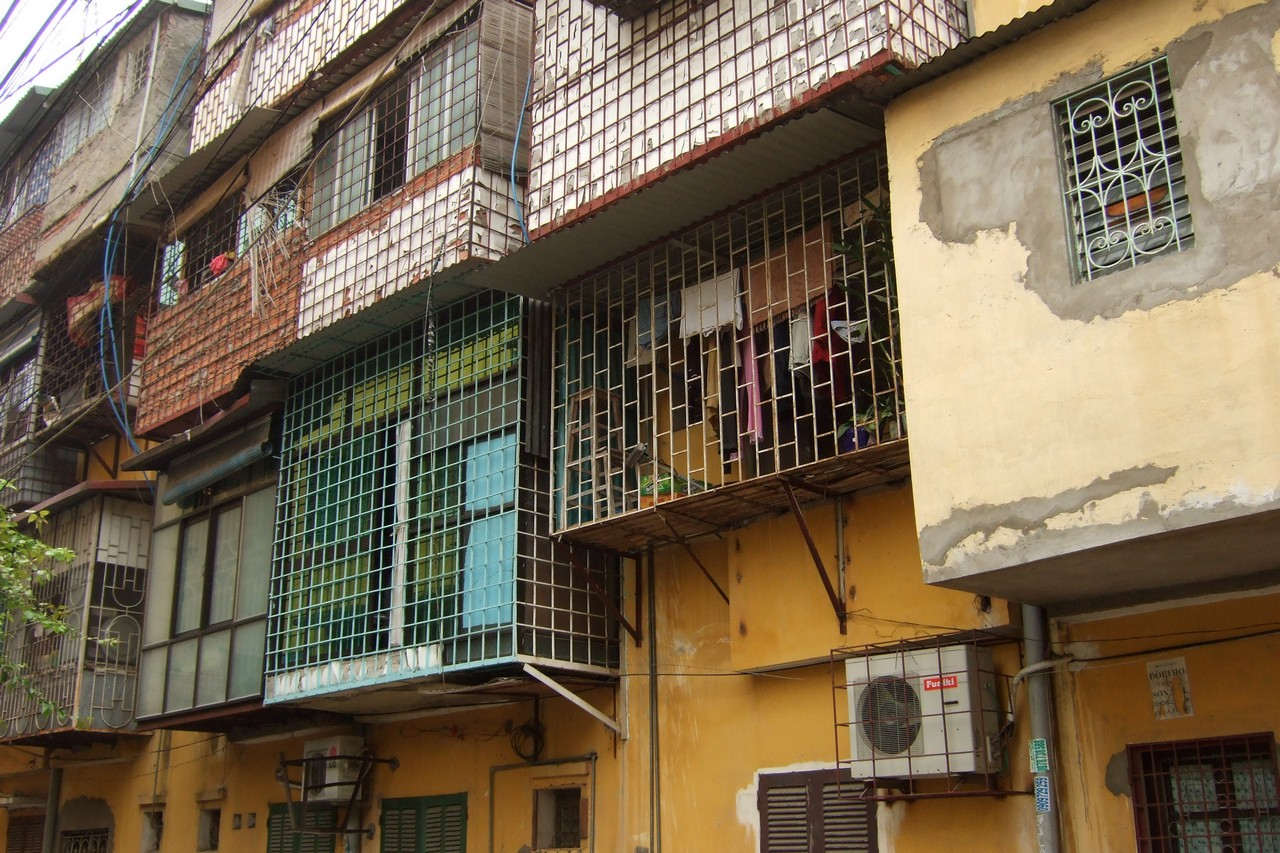
Những chuồng cọp nhà cao tầng tại một khu tập thể ở Hà Nội.

Lúc đầu các chủ hộ của nhà tập thể chỉ có ý tưởng làm khung sắt che chắn làm rộng thêm ban công lấy chỗ phơi quần áo cho khỏi bị bay, hoặc trồng thêm vài chậu cây cảnh trên lan can cho khỏi bị rơi. Với quy mô đơn giản này, việc gia công lắp ráp lồng sắt bao quanh ban công không cầu kỳ, không cần phải đục tường, vách ảnh hưởng đến cấu trúc công trình. Dần về sau người ta phá bỏ hẳn lan can của ban công, làm những chuồng cọp (lồng sắt) khổng lồ vượt khỏi ban công, vươn xa ra ngoài. Sàn của chuồng cọp này đủ rộng để dùng làm nơi sinh hoạt chính hoặc làm nhà bếp, buồng ngủ.
Để làm một chuồng cọp có quy mô hoành tráng người ta căn cứ vào cấu trúc cụ thể của tòa nhà và của căn phòng, nếu phòng có chiều sâu tính từ ban công thì khả năng vươn xa của chuồng cọp sẽ nhiều hơn do lắp đặt được loại dầm sắt dài. Người ta đục lỗ chân tường đối diện ban công, đục những lỗ trên sàn bê tông cho hở sắt cốt pha, phá bỏ lan can ban công, sau đó cắm sâu các dầm sắt (sắt chữ V, hoặc sắt chữ I) vào lỗ đã đục ở chân tường đối diện ban công, (những chỗ tường yếu hoặc không có tường người ta hàn thanh chống từ trên trần nhà đè vào đầu dầm sắt), hàn định vị các dầm sắt này vào cốt sắt của sàn bê tông. Các dầm sắt dài này vươn ra khỏi ban công thông thường từ 1,8m tới 2,5m, có người gia công dầm sắt vươn xa tới 3m. Số lượng các dầm sắt tùy thuộc vào độ lớn của thanh dầm, dầm lớn thì số lượng ít, dầm nhỏ thì số lượng nhiều hơn, điều này phụ thuộc vào cách tính toán của người thiết kế. Đầu ngoài của 2 dầm sắt hai bên hông người ta đấu với sợi dây cáp kéo căng vào tai sắt trên cao đã được hàn chắc vào cốt sắt của cột bê tông tòa nhà để tăng khả năng chịu tải trọng của chuồng cọp, cũng có người dùng thanh sắt hàn cứng thay cho dây cáp. Phần các dầm sắt vươn ra ngoài trời được hàn các thanh ngang để làm mặt sàn, xung quanh sàn người ta dựng khung sắt và làm vách, phía trên lợp mái tôn. Công đoạn sau cùng là đổ bê tông, người ta trải cót lên phần sàn ở ngoài trời, đặt vỉ sắt làm cốt bê tông lên trên cót, sau đó đổ bê tông phủ kín toàn bộ các thanh dầm phía trong nhà và phần sàn đã lót cót ngoài trời. Khi bê tông cứng người ta lót gạch men lên trên để làm đẹp.
Phần chuồng cọp làm thêm đã làm tăng đáng kể diện tích sinh hoạt của căn phòng.
Đối với những căn hộ ở tầng trên cùng của nhà tập thể có mái bằng, người ta còn làm chuồng cọp lên trên nóc nhà. Trước hết, tìm vị trí thích hợp đục một lỗ vuông vắn đặt thang gỗ làm lối đi lên sân thượng. Trên sân thượng làm một chuồng cọp, cũng hàn định vị chắc chắn vào cốt sắt của bê tông nóc nhà, vách làm bằng gỗ hoặc tôn, có khi được xây kiên cố bằng gạch đinh. Loại chuồng cọp này dễ làm và thường lớn ngang bằng với diện tích của căn hộ bên dưới.

## Tác hại

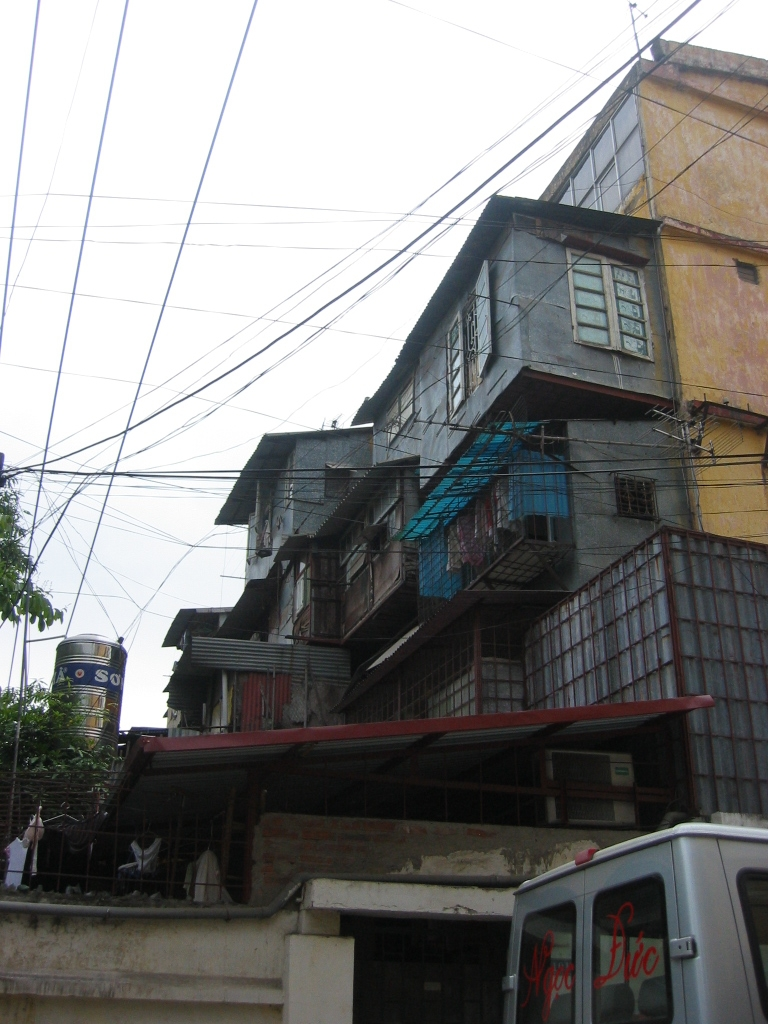
Những chuồng cọp không theo một mẫu thống nhất nào, tại Hà Nội

Sự xuất hiện các chuồng cọp ở nhà cao tầng, cái to, cái nhỏ, cao thấp khác nhau, đủ kích cỡ lô nhô cộng với sự đa dạng của các loại vật liệu mà người ta kiếm được, và cái cũ, cái mới tạo nên màu sắc cũng đa dạng làm phá vỡ cảnh quan của toàn bộ khu vực. Khu nhà tập thể trở thành nơi mạnh ai nấy chiếm, người trên cao thì chiếm không gian làm chuồng cọp, người ở dưới so bì thì chiếm đất làm vườn, dựng nhà, hay quán bán hàng. Ý muốn làm chuồng cọp cho các căn hộ trên cao đã trở thành ý thức của một bộ phận người dân, vì vậy khi chuyển đến chỗ ở mới được xây dưng hiện đại theo tiêu chuẩn quốc tế như khu cao tầng Trung Hòa- Nhân Chính, người ta cũng đã làm thêm ra những cái chuồng cọp. Sinh hoạt đô thị trở nên luộm thuộm, hình thức thiếu mỹ quan.
Để làm chuồng cọp (loại lớn) người ta phải đục tường, vách, hàn vào cốt thép của bê tông tòa nhà làm hỏng cấu trúc, giảm tuổi thọ công trình. Việc thiết kế không theo tiêu chuẩn nào, vật liệu đa dạng, đôi khi là những vật liệu tiết kiệm lấy được từ những công trình bị phá bỏ nên độ an toàn của các chuồng cọp và con người không thể đảm bảo .
Chuồng cọp nhà cao tầng hình thành và phát triển đại trà ở khắp nơi trong một giai đoạn của lịch sử mang yếu tố đặc thù của một nước nghèo có chiến tranh nên không thể ngăn cấm được, nay trở thành là một vấn nạn đô thị mà chính quyền Hà Nội và các thành phố ở Miền Bắc Việt Nam đã phải tích cực đấu tranh để xóa bỏ.
Tại Hà Nội, hiện tượng "chuồng cọp" cơi nới này diễn ra khá phổ biến tại một số khu tập thể: Trung Tự, Kim Liên, Thành Công, có nơi cơi nới đưa ra ngoài khung sườn tòa nhà đến 3m, điều đáng nói là những chung cư này cũng đang xuống cấp.

## Ý kiến của cán bộ lãnh đạo
Ông Nguyễn Văn Bảo, Phó chủ tịch phường Giảng Võ cho biết:" việc các hộ dân tại các khu chung cư củ cải tạo diện tích bề mặt biến thành các "chuồng cọp" là mất mỹ quan. Tuy nhiên, đây là hệ lụy của việc buông lỏng quản lý hàng chục năm nên bây giờ rất khó khắc phục, tháo dỡ".
Ông Nguyễn Thanh Hùng, đội trưởng đội tham mưu Phòng cháy chữa cháy Công an TP Hà Nội phát biểu: "việc tự ý xây dựng "chuồng cọp" của một số hộ dân không chỉ làm mất vẻ mỹ quan đô thị mà còn gây rất nhiều cản trở cho lực lượng cấp cứu khi có hỏa hoạn" .
Ông Lê Đình Tri, Phó vụ trưởng Vụ Kiến trúc đô thị, Bộ Xây dựng: "lắp đặt "chuồng cọp" trên ban công sẽ gây nguy hiểm cho các hộ bên dưới, làm phá vỡ kiến trúc của tòa nhà, vi phạm quyền hưởng không gian đô thị của ngay chủ nhà và các hộ lân cận. Hơn nữa, tòa nhà bị sửa chữa, đeo thêm lồng sắt còn gây biến dạng kết cấu, ảnh hưởng chất lượng công trình".
Để giải quyết tình trạng này, ông Tri cho rằng, chính quyền đô thị cần có biện pháp mạnh xử phạt những hộ dân lắp đặt "chuồng cọp" tại ban công theo quy định.

## Xử lý
Ở Hà Nội, Ủy ban Nhân dân thành phố Hà Nội kiên quyết đầu năm 2008 : "yêu cầu các địa phương sẽ phải rà soát toàn bộ nhà "siêu mỏng, siêu méo" để xử lý. Các loại "chuồng cọp" của nhà chung cư, nhà cao tầng được cơi nới gây mất mỹ quan, không đảm bảo an toàn cũng sẽ bị phá dỡ".
Quy định theo Điều 38, Nghị định 126 như sau:
"Phạt từ 300.000 đồng đến 500.000 đồng đối với một trong những hành vi: đục phá, cải tạo, cơi nới dưới mọi hình thức; tháo dỡ hoặc làm thay đổi phần kết cấu chịu lực, hệ thống hạ tầng kỹ thuật, trang thiết bị sử dụng chung, kiến trúc bên ngoài của nhà chung cư.
Ngoài các hình thức xử phạt, tổ chức, cá nhân vi phạm còn bị xử phạt bổ sung và bị áp dụng một hoặc nhiều biện pháp sau: Tịch thu tang vật, phương tiện được sử dụng để vi phạm hành chính đối với các vi phạm quy định tại khoản 2 Điều này; Buộc khôi phục lại tình trạng ban đầu đã bị thay đổi do vi phạm hành chính gây ra ".
Tuy nhiên, cho đến cuối năm 2012, tình trạng này vẫn còn rất nhiều tại Hà Nội.